# NGC 4284
NGC 4284 est une galaxie spirale située dans la constellation de la Grande Ourse. NGC 4284 a été découverte par l'astronome germano-britannique William Herschel en 1789.

## Caractéristiques
La classe de luminosité de NGC 4284 est II-III et elle présente une large raie HI.
À ce jour, 14 mesures non basées sur le décalage vers le rouge (redshift) donnent une distance de 69,057 ± 9,504 Mpc (∼225 millions d'al), ce qui est à l'intérieur des valeurs de la distance de Hubble.

### Distance
Sa vitesse par rapport au fond diffus cosmologique est de 4 351 ± 11 km/s, ce qui correspond à une distance de Hubble de 64,2 ± 4,5 Mpc (∼209 millions d'al).

### Brillance de surface
En raison d'une brillance de surface égale à 14,69 mag/am2, on peut qualifier NGC 4284 de galaxie à faible brillance de surface (LSB en anglais pour low surface brightness). Les galaxies LSB sont des galaxies diffuses (D) avec une brillance de surface inférieure de moins d'une magnitude à celle du ciel nocturne ambiant.

## Paire optique de galaxies
Selon Vaucouleur et Corwin, NGC 4284 et NGC 4290 forment une paire de galaxies. Cependant, comme plusieurs autres cas mentionnés dans cet article, ces deux galaxies ne forment pas une paire réelle, car NGC 4290 est beaucoup plus rapprochée à environ 152 millions d'années-lumière. Il s'agit d'une paire optique.